# یوری نیکولایویچ مار
یوری نیکولایِویچ مار (به روسی: Юрий Николаевич Марр، به لاتین: Yuri Nikolaevich Marr) (۱۹ ژانویهٔ ۱۸۹۳ - ۱ دسامبر ۱۹۳۵) شاعر، پژوهشگر، ایران‌شناس، و شرق‌شناس برجستهٔ اهل روسیه بود.

## تولد و کودکی
۱۹یوری نیکولایِویچ مار در ۱۹ ژانویهٔ ۱۸۹۳ در شهر سن پترزبورگ در یک خانوادهٔ اهل فرهنگ متولد شد. پدرش، شرق‌شناس و زبان‌شناس مشهور، نیکولاس مار و مادرش، آلکساندرا آلکسی‌یِونا ژوکوفسکایا (خواهر والنتین ژوکوفسکی، ایران‌شناس مشهور روسی) بودند. خانوادهٔ پدریِ او اصالتِ اسکاتلندی داشتند. او در کودکی، تحت تأثیر داستان‌هایی که دایی‌اش والنتین ژوکوفسکی دربارهٔ ایران تعریف می‌کرد، به فرهنگ ایرانی و شرقی علاقه‌مند شد. سفرهای خانوادگی فراوان به قفقاز، زمینه‌ساز آشنایی او با زبان‌های مردمان این منطقه شد.

## تحصیلات
در سال ۱۹۱۲ از مدرسهٔ «کارل مای» سن پترزبورگ فارغ‌التحصیل شد. در همان سال وارد دانشگاه دولتی سن پترزبورگ شد و در رشتهٔ لغت‌شناسی (فیلولوژی) زبان‌های کلاسیک شروع به تحصیل کرد. سفر او به استانبول در سال ۱۹۱۳، سبب علاقهٔ شدید او به کشورهای شرقیِ مسلمان شد؛ به گونه‌ای که در بازگشت به سن پترزبورگ، رشتهٔ دانشگاهی خود را به «شرق‌شناسی عربی-فارسی-ترکی-تاتاری» تغییر داد. او در پایان‌نامهٔ خود، موضوع ادبیات فارسی در آثار نورالدین محمد عوفی بخاری را بررسی کرده‌است.

## فعالیت‌ها
نخستین بار در اوت سال ۱۹۱۷ وارد ایران شد، اما خیلی زود به بیماری مالاریا مبتلا شد و ابتدا به تفلیس رفت و از آنجا به سن پترزبورگ بازگشت.
در سال ۱۹۱۹، همکاری خود را با دانشگاه تاریخ و باستان‌شناسی قفقاز که در تفلیس واقع شده بود، آغاز کرد. از نخستین اقدامات او در این دانشگاه، تأسیس گروه زبان فارسی بود. تا سال ۱۹۲۲، او در این دانشگاه مشغول فعالیت بود.
در سال ۱۹۲۲، با درخواست پدرش به پترزبورگ بازگشت. اندکی بعد، با عنوان محقق علمی، به استخدام موزهٔ آسیا در پترزبورگ درآمد؛ جایی که تعداد بسیار زیادی نسخهٔ خطی تاریخی در آن نگهداری می‌شد. او مسئول بررسی دست‌نوشته‌های فارسی موزه شد. همچنین، به‌عنوان مدرس زبان فارسی، در مؤسسهٔ زبان‌های زندهٔ شرقی مشغول به کار شد.
در همان زمان، او به محافل ایران‌شناسانان برجستهٔ پترزبورگ نیز راه پیدا کرده بود و از سوی آنان نیز مورد تحسین قرار می‌گرفت. به پیشنهاد سرگی اولدنبورگ، (شرق‌شناس برجسته که به نظامی گنجوی علاقهٔ زیادی داشت، کار بر روی آثار نظامی را آغاز کرد که تعدادی از آنها در سال ۱۹۲۴ از سوی آکادمی علوم روسیه منتشر شد.
یوری ن. مار، که به بیماری سل مبتلا شده بود، بار دیگر به پیشنهاد اولدن‌بورگ و با هدف برقراری ارتباطات فرهنگی شوروی و ایران، از سوی آکادمی علوم روسیه به تهران اعزام شد. او در ایران با افرادی نظیر ایرج میرزا، ملک‌الشعراء بهار، سعید نفیسی، محمد قزوینی، و چند تن دیگر مراوده داشت. حاصل دو سال زندگی او در ایران، مجموعهٔ عظیم آثار ادبی و قوم‌شناسی ایرانی است.
پس از اتمام مأموریتش در ایران، بار دیگر به گرجستان بازگشت. او در سال‌های پایانیِ عمرش به ارتباطات ادبیات گرجستان و ایران پرداخت. قالب‌های شعری، تکنیک ترجمه، و کار بر روی لغت‌نامهٔ تخصصی ادبیات از دیگر فعالیت‌های او در سال‌های پایانیِ زندگی‌اش بود.
به دلیل فعالیت‌های ارزشمند در حوزهٔ زبان و ادبیات فارسی، از سوی آکادمی علوم شوروی، دکتریِ افتخاری زبان و ادبیات فارسی به او اهدا شد.
در سال ۱۹۳۴، به مناسبت هزارمین سالگرد میلاد فردوسی، یوری نیکولایویچ مار از سوی دولت ایران برای شرکت در مراسم جشن هزارهٔ فردوسی دعوت شد. با وجود وخامت اوضاع جسمانی به دلیل بیماری سل، او به تهران سفر کرد و در این جشن به زبان فارسی سخنرانی کرد.
یوری ن. مار، به دلیل فعالیت‌های علمی، «نشان افتخار دولت ایران» را نیز دریافت کرد.

## آثار
- ادبیات بختیاری، ۱۹۲۷
- خاقانی، نظامی و روستاولی، ۱۹۳۵
- مقاله‌ی «تلفظ حرف "ق" در زبان فارسی»، ۱۹۳۶

## درگذشت
یوری نیکالایویج مار در یکم دسامبر ۱۹۳۵ بر اثر بیماری سل در آباستومان گرجستان درگذشت. پیکر او در گورستان واکی شهر تفلیس به خاک سپرده شده‌است.